# Jelitkowo
Jelitkowo (onderdeel van de wijk Żabianka-Wejhera-Jelitkowo-Tysiąclecia) is een buurt in de Poolse stad Gdańsk en grenst aan Sopot. Het is gelegen aan de zee met zandstranden. Er zijn enkele hotels, een boulevard, een park, fietspaden en watersportcentra.
Vroeger was Jelitkowo een vissersplaats en heette tot 1945 Glettkau.
Er is een tramverbinding tussen de stad en Jelitkowo.

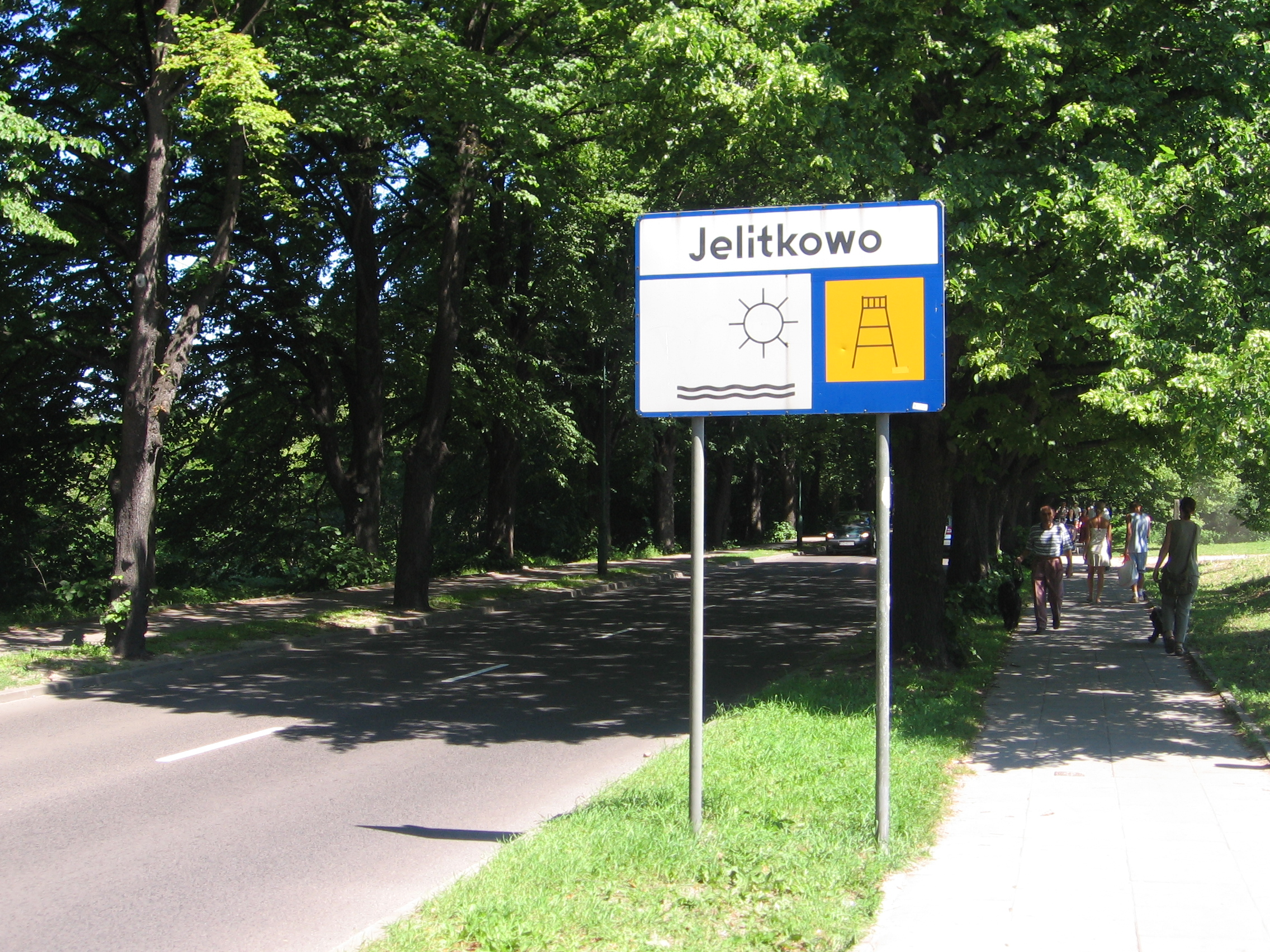
Toegangsweg naar Jelitkowo

Aniołki · Brętowo · Brzeźno · Chełm-Południe · Jelitkowo · Kokoszki · Krakowiec-Górki Zachodnie · Letnica · Matarnia · Młyniska · Nowy Port · Oliwa · Olszynka · Orunia-Św.Wojciech-Lipce · Osowa · Piecki-Migowo · Przymorze · Rudniki · Siedlce · Stogi z Przeróbką · Strzyża · Suchanino · Śródmieście · VII Dwór · Wrzeszcz · Wyspa Sobieszewska · Wzgórze Mickiewicza · Zaspa-Młyniec · Zaspa-Rozstaje · Żabianka-Wejhera-Jelitkowo-Tysiąclecia